# 갈로글라

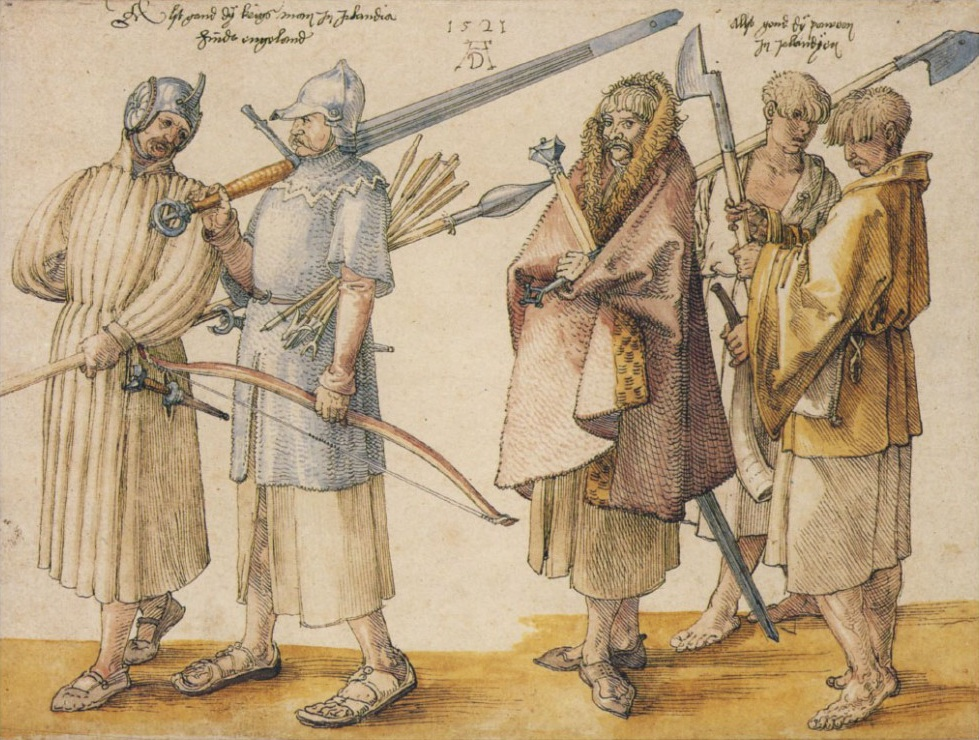
알브레히트 뒤러가 1521년에 그린 그림. 왼쪽의 둘은 갈로글라이고 오른쪽의 셋은 그 종복들 또는 케헤른으로 보인다.

갈로글라(아일랜드어: gallóglaigh, 영어: gallowglass)는 13세기 중반에서 16세기 후반에 걸쳐 스코틀랜드의 노르드게일인 씨족들에서 배출된 엘리트 용병 전사를 말한다. 스코틀랜드인은 본래 게일인의 지류로서 아일랜드인과 배경 및 언어를 공유했으나, 10세기에 노르드인(바이킹)이 스코틀랜드 서해안에 상륙해 정착, 스코틀랜드인과 통혼하면서 아일랜드의 게일인들은 스코틀랜드의 노르드게일인들을 "이방인 게일인"이라는 뜻의 갈게일(Gall Gaeil)이라고 불렀는데, 여기서 갈로글라라는 말이 유래했다.
스코틀랜드 독립전쟁을 전후하여 줄을 잘못 탄 다수의 갈로글라들이 스코틀랜드에서 토지를 잃고 아일랜드로 도망갔다. 이렇게 아일랜드로 건너간 갈로글라 중 유명한 이들로 스위니 씨족, 맥도넬 씨족, 맥카베 씨족 등이 있다. 이들 갈로글라 씨족들은 아일랜드의 여러 지역에 제각기 정착하여 해당 지역의 강력한 아일랜드 귀족에게 복속되었다. 갈로글라들은 중무장한 숙련 귀족 보병으로서 상당한 가치를 지니고 있었기에 평민들이 대부분인 아일랜드 보병들과 분리되어 그 지위를 유지할 수 있었다.
갈로글라는 화약시대가 도래하기 전까지 아일랜드의 주요 보병 전력으로 활약했다. 이방인 출신인 갈로글라들은 지역 토호들의 영향력에서 상대적으로 자유로웠기에 군사지도자들은 갈로글라를 개인경호 등의 목적으로 애용했다.

## 같이 보기
- 군인
  - 베르세르크
  - 피어너